# Saint-Denis-le-Gast
Saint-Denis-le-Gast  là một xã thuộc tỉnh Manche trong vùng Normandie tây bắc nước Pháp. Xã này nằm ở khu vực có độ cao trung bình 112 mét trên mực nước biển.